# Kennard, Texas
Kennard là một thành phố thuộc quận Houston, tiểu bang Texas, Hoa Kỳ. Năm 2010, dân số của xã này là 337 người.

## Dân số
- Dân số năm 2000: 317 người.
- Dân số năm 2010: 337 người.